# Милош Нинкович
Ми́лош Ни́нкович (серб. Милош Нинковић / Miloš Ninković; * 25 грудня 1984, Белград, СФРЮ) — сербський футболіст, півзахисник австралійського «Сіднея».

## Біографія
Розпочав футбольну кар'єру у футбольній школі клубу «Чукарички», так як сім'я Милоша мешкала в белградському районі Чукарички й секція цього клубу знаходилася недалеко від його будинку. 
У шістнадцять років Нинкович відмовився від можливості переїзду до туринського «Ювентуса», вважаючи для себе неможливим згодом заграти в основному складі «зебр». У 17 років він дебютував за «Чукарички» в чемпіонаті Сербії і Чорногорії на славнозвісній сербській «Маракані» проти «Црвени Звєзди» (0:2), а в дев'ятнадцять років отримав пропозицію від «Динамо» (Київ), до якого і приєднався 1 червня 2004 року.

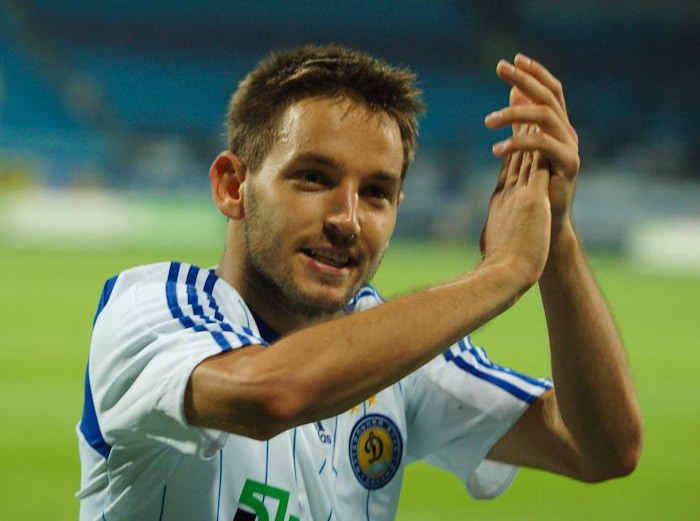
Милош Нинкович під час виступів за «Динамо». 8 серпня 2009 року

Спочатку в столиці України молодому сербу було дуже складно. Він практично ні з ким не спілкувався й адаптувався лише десь за півроку. Саме в цей період стався його вихід до основного складу київського «Динамо» в чемпіонаті України. 11 листопада 2004 року Йожеф Сабо випустив Милоша на заміну в розгромній перемозі динамівців над земляками з «Оболоні» 7:0. Проте довгий час не міг закріпитись у складі основної команди і перші два сезони переважно грав за дублюючу команду.
Основним гравцем команди зміг стати лише коли в кінці 2007 року головним тренером команди став Юрій Сьомін і з того часу став стабільним гравцем «Динамо».
18 травня 2011 в чергове продовжив контракт з «Динамо» до 30 червня 2013.
20 грудня 2012 року президент київського «Динамо» Ігор Суркіс повідомив, що Милош Нинкович став повноправним гравцем французького «Евіана», підписавши контракт з цим клубом.
Влітку 2013 року Нинкович перейшов до «Црвени Звезди» з Белграда, але провівши там лише один сезон повернувся в «Евіан».
Влітку 2015 року «Евіан» вилетів з Ліги 1 і Нинкович перейшов у австралійський «Сідней»

## Збірна
Гравець національної збірної Сербії — вперше був викликаний у 2008 році на гру проти збірної Австрії, але на поле так і не вийшов через травму.
Дебютував за збірну 1 квітня 2009 року у грі проти збірної Швеції, вийшовши у перерві замість Милана Йовановича, і допоміг їй перемогти з рахунком 2-0.
Влітку 2010 року був включений до заявки збірної на чемпіонаті світу в ПАР, де зіграв у двох матчах. Але збірна зайняла останнє четверте місце у групі і вилетіла з турніру. 
Після 2012 року перестав викликатись до збірної. Всього провів за національну збірну Сербії 28 матчів.

## Досягнення
- Чемпіон України: 2006-07, 2008-09
- Володар Кубка України: 2004-05, 2005-06, 2006-07
- Володар Суперкубка України: 2004, 2006, 2007, 2009, 2011
- Чемпіон Сербії: 2013-14
- Володар Кубка Австралії: 2017